# Eurocopter AS565 Panther
Eurocopter AS565 Panther este un elicopter de transport polivalent european. Panther este folosită într-o varietate de roluri militare, inclusiv asalt de luptă, sprijin de foc, război antisubmarin, război anti-suprafață, precum și operațiuni de căutare și salvare.